# Pareuchiloglanis myzostoma
Pareuchiloglanis myzostoma är en fiskart som först beskrevs av Norman 1923.  Pareuchiloglanis myzostoma ingår i släktet Pareuchiloglanis och familjen Sisoridae. Inga underarter finns listade i Catalogue of Life.